# Мутвицький заказник
Му́твицький зака́зник — загальнозоологічний заказник місцевого значення в Україні. Об'єкт природно-заповідного фонду Рівненської області. 
Розташований у межах Зарічненського району Рівненської області, неподалік від села Мутвиця. 
Площа — 4 745 га. Статус надано згідно з рішенням обласної ради від 28.02.1995 року № 33. Перебуває у віданні ДП Заріченський держлісгосп (Мутвицьке лісництво, квартали 17, 22-26, 28-34, 36-42, 46, 51, 52). 
Об'єкт скорочено на 760 гектарів (квартал 14-18, 44-46) рішенням Рівненської обласної ради № 322 від 5 березня 2004 року «Про розширення та впорядкування мережі природно-заповідного фонду області».. Зазначена причина скасування — прилягання зеленої зони до населених пунктів.